# 洛伊灿-奥耶尔克
洛伊灿-奥耶尔克（法語：Lohitzun-Oyhercq，法語發音：[lɔitsœ̃ ɔjɛʁk]）是法国大西洋比利牛斯省的一个市镇，属于巴约讷区。该市镇于1841年由原市镇洛伊灿（Lohitzun）和奥耶尔克（Oyhercq）合并而成。

## 地理
洛伊灿-奥耶尔克（43°16'35"N, 0°58'38"W）面积17.52 平方千米，位于法国新阿基坦大区大西洋比利牛斯省，该省份为法国东南部省份，涵盖了贝阿恩与北巴斯克，西临大西洋比斯開灣，北至朗德省，东北接热尔省，东临上比利牛斯省，南与西班牙接壤。
与洛伊灿-奥耶尔克接壤的市镇（或旧市镇、城区）包括：艾尼亚尔普、阿鲁-伊托罗茨-奥拉伊比、多姆赞-贝罗特、拉里巴尔-索拉皮吕、奥迪亚尔普、帕戈勒、于阿尔米克斯。
洛伊灿-奥耶尔克的时区为UTC+01:00、UTC+02:00（夏令时）。

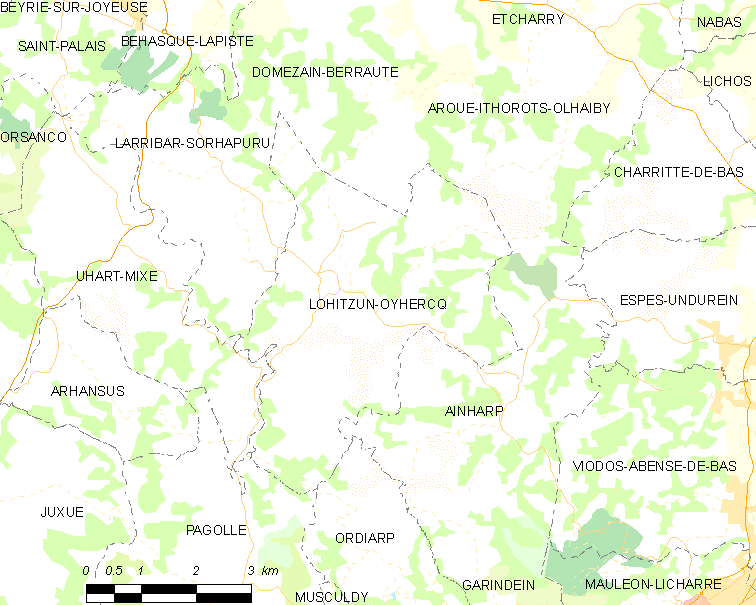
洛伊灿-奥耶尔克的OSM定位图

## 行政
洛伊灿-奥耶尔克的邮政编码为64120，INSEE市镇编码为64345。

## 政治
洛伊灿-奥耶尔克所属的省级选区为比达什地区-阿米库塞-奥斯蒂巴尔县。

## 人口

1962-2008年间洛伊灿-奥耶尔克人口变化图示

洛伊灿-奥耶尔克于2022年1月1日时的人口数量为194人。